# ГЕС Їньцзиду
ГЕС Yǐnzidù (引子渡水电站) — гідроелектростанція у центральній частині Китаю в провінції Ґуйчжоу. Знаходячись після ГЕС Пудінг, становить нижній ступінь каскаду на річці Санча, правій твірній Уцзян (великий правий доплив Янцзи). При цьому нижче по сточищу на самій Уцзян створений власний каскад, верхнім ступенем якого є ГЕС Dōngfēng.
В межах проекту річку перекрили кам'яно-накидною греблею із бетонним облицюванням висотою 130 метрів,  довжиною 276 метрів та шириною по гребеню 11 метрів, яка потребувала 3,2 млн м3 матеріалу. Вона утримує водосховище з об'ємом 455 млн м3 (корисний об'єм 322 млн м3) та припустимим коливанням рівня поверхні у операційному режимі між позначками 1052 та 1086 метрів НРМ (під час повені рівень може зростати до 1091 метра НРМ, а об'єм — до 531 млн м3).
Через прокладений у правобережному гірському масиві дериваційний тунель довжиною 1,1 км ресурс подається до наземного машинного залу. Тут встановили три турбіни потужністю по 120 МВт, які забезпечують виробництво 978 млн кВт-год електроенергії на рік.